# 逃げ水

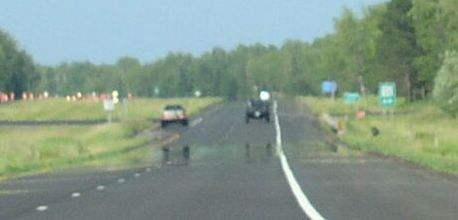
逃げ水

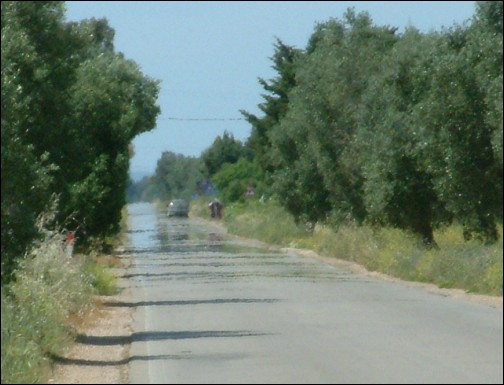
逃げ水

逃げ水（にげみず、英語: inferior mirage、road mirage）とは、風がなく晴れた暑い日に、アスファルトの道路などで、遠くに水があるように見える現象。「地鏡」ともいう。夏の風物詩のひとつ。
下位蜃気楼の一種で、実際の位置より下にものがあるように見える。条件として、地表面に近いほど屈折率が低くなるような空気の層が形成されることが必要である。光は屈折率の大きい冷たい空気の方向へ曲がる性質を持っており、地表面上に熱い空気の層があると対象物体を下方に出た光は下から上へとカーブを描いて視界に入る。この結果、熱い空気の層を通らずに直接眼に入る実像の下に、熱い空気の層を通って下方から目に入る像が映ることになる。これは路面に水たまりがあった場合の光路と類似しているため、地面が濡れているように見える。
近づくと遠のき、まるで水が逃げていくように見えることから、逃げ水の名が付いた。
『散木奇歌集』（1128年ごろ）に、「東路に 有といふなる 逃げ水の 逃げのがれても 世を過ぐすかな」とあるほか、俳句の春の季語として用いられる。